# FlyArystan
FlyArystan è una compagnia aerea a basso costo kazaka, interamente di proprietà di Air Astana. Fondata nel 2018 come ramo low-cost di Air Astana, dal 2024 opera con un COA indipendente.

## Storia
FlyArystan è stata fondata nell'ottobre del 2018 e ha cominciato le vendite dei biglietti a marzo 2019. Il CEO di Air Astana, Peter Foster, ha annunciato che la nuova aerolinea avrebbe rappresentato la risposta locale alle numerose compagnie low-cost che operavano in Kazakistan, cercando di aumentare la competizione sia nel mercato nazionale che nell'area dell'Asia centrale.
La compagnia ha effettuato il primo volo il 1 maggio 2019 dall'aeroporto internazionale di Almaty. Inizialmente operava con il Certificato di operatore aereo di Air Astana, che ha anche trasferito alcuni dei suoi Airbus A320-200 alla controllata.
Nei mesi successivi, FlyArystan ha finalizzato un ordine per degli Airbus A320neo, ricevuti nuovi a partire dal 2022. La compagnia ha anche ricevuto numerosi riconoscimenti per la qualità del proprio servizio, come il conferimento da parte di Skytrax di una valutazione di 4 stelle e del premio come miglior compagnia low-cost dell'Asia centrale nel 2023.
Nel 2023 Air Astana ha annunciato l'intenzione di separare le operazioni di FlyArystan, che dal primo aprile 2024 ha ricevuto un COA autonomo dalla compagnia madre.

## Destinazioni
Al 2024 FlyArystan opera voli dalle sue basi di Almaty, Astana, Atyrau, Aktau e Şımkent.
Raggiunge 24 destinazioni, sia nazionali che in Azerbaijan, Cina, Georgia, India, Kirghizistan, Qatar, Tagikistan, Turchia e Uzbekistan.

## Flotta
Ad agosto 2024, la flotta di FlyArystan è così composta: